# Årets rookie
Pour les articles homonymes, voir Rookie (homonymie).
Årets rookie est un trophée de hockey sur glace récompensant chaque année la meilleure  recrue de la division élite de Suède, la SHL.

## Listes des récipiendaires
- 1989-1990 – Patrik Carnbäck, Västra Frölunda HC
- 1990-1991 – Tommy Söderström, Djurgårdens IF
- 1991-1992 – Michael Nylander, AIK IF
- 1992-1993 – Kenny Jönsson, Rögle BK
- 1993-1994 – Mats Lindgren, Färjestads BK
- 1994-1995 – Per-Erik Eklund, Djurgårdens IF
- 1995-1996 – Jan Mertzig, Luleå HF
- 1996-1997 – Niklas Sjökvist, Färjestads BK
- 1997-1998 – Pelle Prestberg, Färjestads BK
- 1998-1999 – David Ytfeldt, Leksands IF
- 1999-2000 – Mikael Tellqvist, Djurgårdens IF
- 2000-2001 – Henrik Zetterberg, Timrå IK
- 2001-2002 – Rolf Wanhainen, Södertälje SK
- 2002-2003 – Tobias Enström, MODO hockey
- 2003-2004 – Loui Eriksson, Västra Frölunda HC
- 2004-2005 – Oscar Steen, Färjestads BK
- 2005-2006 – Nicklas Bäckström, Brynäs IF
- 2006-2007 – Patric Hörnqvist, Djurgårdens IF
- 2007-2008 – Daniel Larsson, Djurgårdens IF
- 2008-2009 - Victor Hedman, MODO Hockey
- 2009-2010 - Jacob Markström, Brynäs IF
- 2010-2011 - Mattias Ekholm, Brynäs IF
- 2011-2012 - Johan Larsson,
- 2012-2013 - William Karlsson, HV71
- 2013-2014 – Andreas Johnson, Västra Frölunda HC
- 2014-2015 – Marcus Sörensen, Djurgårdens IF
- 2015-2016 – Ludvig Rensfeldt, Rögle BK
- 2016-2017 - Andreas Borgman, HV71
- 2017-2018 - Elias Pettersson, Växjö Lakers [2]
- 2018-2019 - Emil Bemström , Djurgården IF [3]